# 第140独立偵察大隊 (ウクライナ海兵隊)
第140独立偵察大隊（だい140どくりつていさつだいたい、ウクライナ語: 140-й окремий розвідувальний батальйон）は、ウクライナ海兵隊の大隊。第30海兵軍団隷下。第140独立海軍偵察大隊、第140独立海兵偵察大隊とも。

## 歴史

### ドンバス戦争

ウクライナ海軍第140独立偵察大隊章

2019年2月1日、ドンバス戦争の影響に伴い、ウクライナ海軍初の偵察部隊として創設された。ロシア実効支配下のクリミア共和国と接する南部ヘルソン州に配備され、敵の動向を監視した。

### ロシアのウクライナ侵攻

#### 東部・南ドネツク戦線

第140独立偵察大隊旗

2021年8月からドンバス戦争で最前線の東部ドネツィク州に配備されていたため、2022年2月24日のロシアのウクライナ侵攻では、民間人の避難任務と並行して生き残れたのが幸運だったと云う兵力差4～5倍のロシア軍からマリウポリ方面、ヴォルノヴァーハ方面を防御した。4月以降はバフムート方面、リマン方面、東部ルハーンシク州ポパスナ方面を偵察した。2023年は東部ドネツィク州に再配置され、ヴフレダール方面、マリンカ方面を偵察した。
2023年5月、ウクライナ海軍からの独立で創設されたウクライナ海兵隊に編入した。
2023年5月23日、ウォロディミル・ゼレンスキー大統領より、勇気と勇敢さに対する栄誉賞を授与された。

#### 南部・ドニエプル川戦線
2023年11月、南部ヘルソン州に再配置され、ドニエプル川東岸のロシア軍座標を砲兵に提供し、パーンツィリ-S1、BM-21 グラート、2S7ピオン 203mm自走カノン砲撃破に貢献した。
2024年11月、無人機中隊を基幹に第426独立無人システム大隊が創設され、第30海兵軍団に転属した。

## 編制
- 大隊本部（スカドフスク）
- 第1偵察中隊
- 第2偵察中隊
- 電子諜報中隊
- 火力支援中隊
- 無人機中隊
- 支援部隊